# Saint-Laurent-de-Cuves
Saint-Laurent-de-Cuves ist eine französische Gemeinde mit 499 Einwohnern (Stand: 1. Januar 2022) im Département Manche in der Region Normandie (vor 2016: Basse-Normandie). Sie gehört zum Arrondissement Avranches und zum Kanton Isigny-le-Buat. Die Einwohner werden Saint-Laurentais genannt.

## Geographie
Saint-Laurent-de-Cuves liegt etwa 19 Kilometer nordöstlich von Avranches. Umgeben wird Saint-Laurent-de-Cuves von den Nachbargemeinden Coulouvray-Boisbenâtre im Norden, Saint-Pois im Osten, Cuves im Süden, Les Cresnays im Süden und Südwesten, Brécey im Südwesten, Les Loges-sur-Brécey im Westen sowie Saint-Martin-le-Bouillant im Nordwesten.

## Bevölkerungsentwicklung
| Jahr                       | 1962 | 1968 | 1975 | 1982 | 1990 | 1999 | 2006 | 2018 |
| Einwohner                  | 760  | 713  | 602  | 527  | 491  | 481  | 497  | 483  |
| Quellen: Cassini und INSEE |      |      |      |      |      |      |      |      |

## Sehenswürdigkeiten
- Kirche Saint-Laurent aus dem Jahre 1900, Monument historique

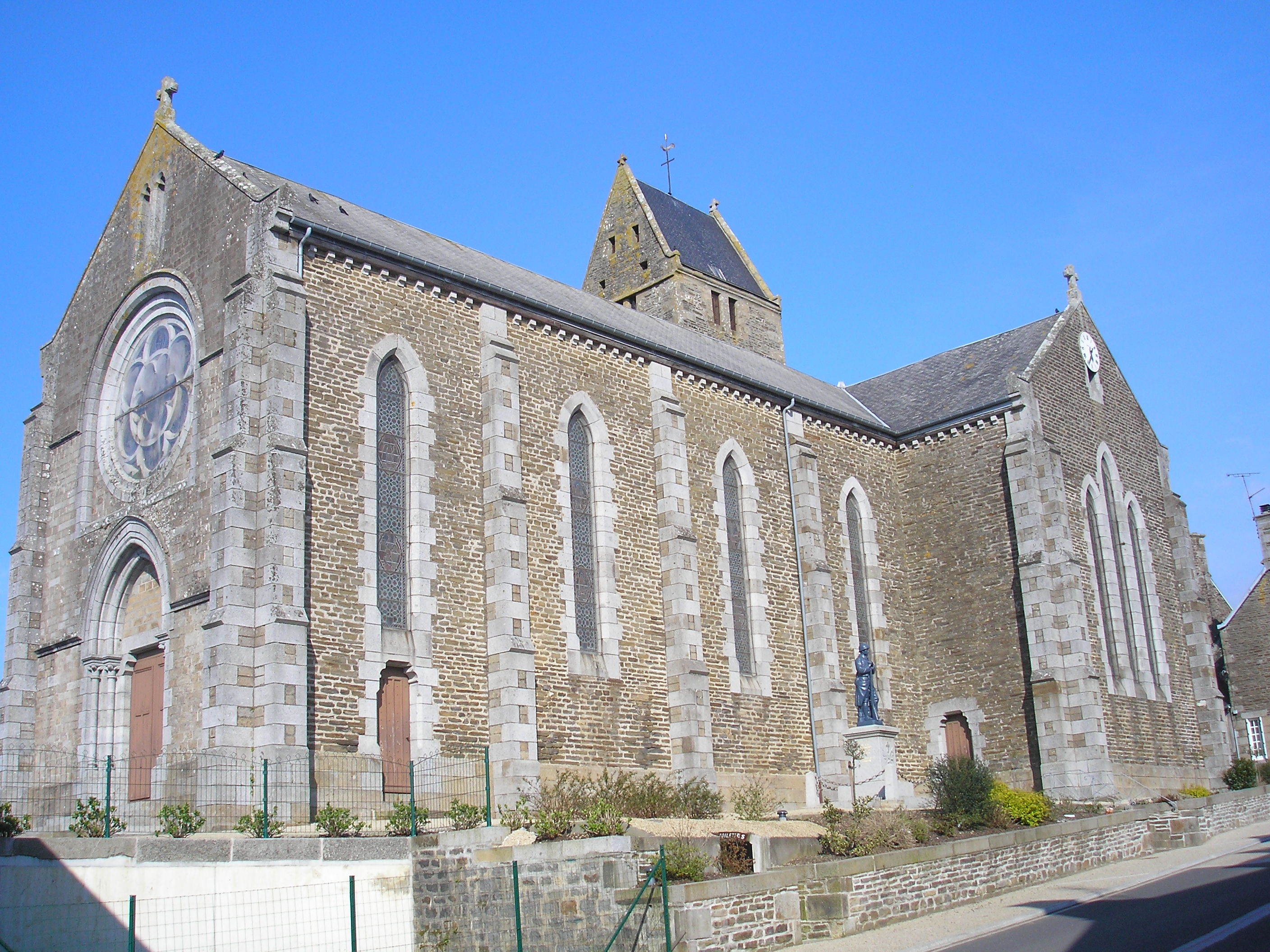
Kirche Saint-Laurent